# NGC 527/1
NGC 527/1 је спирална галаксија у сазвежђу Вајар која се налази на NGC листи објеката дубоког неба.
Деклинација објекта је - 35° 6' 55" а ректасцензија 1h 23m 58,0s. Привидна величина (магнитуда) објекта NGC 527 износи 13,2 а фотографска магнитуда 14,1. NGC 5271 је још познат и под ознакама ESO 352-68, MCG -6-4-21, PGC 5141, PGC 5128.